# Epicharmus marchali
Epicharmus marchali är en insektsart som först beskrevs av Jean Guillaume Audinet Serville 1838.  Epicharmus marchali ingår i släktet Epicharmus och familjen Phasmatidae. Inga underarter finns listade i Catalogue of Life.